# 180. pr. n. št.
180. pr. n. št. je drugo desetletje v 2. stoletju pr. n. št. med letoma 189 pr. n. št. in 180 pr. n. št.. 

## Dogodki
- iznajdba sesalne in tlačne črpalke[navedi vir]